# Santa María (San Miguel, Buenos Aires)
Santa María es una localidad del partido de San Miguel, en la provincia de Buenos Aires en Argentina, también erróneamente llamada Trujui, que es una localidad limítrofe del (partido de Moreno). También se la llama erróneamente como Santa Brígida, siendo que esta denominación solo corresponde a uno de los barrios de la localidad de Santa María. Desde la conformación del partido de San Miguel, en 1994, los barrios de esta nueva localidad estaban incluidos en la ciudad de San Miguel.

## Historia
Los comienzos se remontan a principios del siglo XX cuando comenzó la gran llegada de inmigrantes europeos a la Argentina, muchos de estos, en su mayoría polacos, alemanes, italianos y españoles, se asentaron con tambos, huertos y granjas en la localidad. Algunos de los establecimientos más importantes eran los tambos de Santa Brígida, la Estancia de los Genovesse (lindera al Colegio Máximo) y la Quinta de los Zunino.
En 1930 comenzó un rápido proceso de loteo, acompañado de la llegada de instituciones jesuitas y la expansión urbana de la localidad de San Miguel. En 1938 se completa la construcción del Colegio Máximo de San José y para 1940 la construcción del Observatorio lindante a este.
La progresiva fundación de parroquias incrementaron y fomentaron el crecimiento de la localidad, además de la creación de instituciones educativas, y el asentamiento de varios conventos y centros religiosos; por mencionar algunos de ellos: Santa María de Trujui (1962), Nuestra Señora de la Asunción (1957), Nuestra Señora de Luján (1961) Nuestra Señora del Itatí (1972), entre otros.
Durante 2007 y 2008, el diputado Franco La Porta (Todos), oriundo de San Miguel comienza la tarea de elaborar e impulsar un proyecto para finalmente designar a San Miguel Oeste, una importante porción de territorio sin denominar oficialmente, y con deficiencias de infraestructura y contención social, como una localidad propiamente dicha.El proyecto de La Porta entendía que la creación de la localidad permitiría catapultar el desarrollo a futuro del embrión de una centralidad urbana que se encontraba en constante crecimiento, económico y poblacional, gracias a la conexión con el arco de centros urbanos que desde la ciudad de San Fernando hasta la de Moreno, enhebra el eje de las rutas provinciales 202 y 24, paralelo al curso del río Reconquista.
A comienzos de 2009, este proyecto comenzó a tomar importancia. La ley fue tratada desde principios de junio, pero finalmente el proyecto se cristalizó el 7 de julio con la sanción completa de la nueva ley.

#### Ley 14018
- Art. 1.- Créase en el partido de San Miguel la ciudad denominada Santa María.
- Art. 2.- La ciudad Santa María estará delimitada por la Avenida (4286) Martín García, hasta la intersección con la calle (4215) Tomás Guido, desde allí hasta Avenida (4256) Maestro Ferreira, luego por la calle (4211) P. de Mendoza, hasta la intersección con la calle (4246) Defensa, desde allí por la calle (4195) Ite. Arricau hasta la intersección con la Avenida (4286) Gaspar Campos, desde allí hasta la intersección con la calle (4121) Las Heras, hasta la calle (4238) Pichincha y desde allí hasta la calle (4091) Pardo, la cual se une a la Avenida (4286) Martín García.
- Art. 3.- El Poder Ejecutivo adoptará las medidas pertinentes con el fin de dar cumplimiento a lo prescripto en el artículo 1°.
- Art. 4.- Comuníquese al Poder Ejecutivo.

La localidad se caracteriza por ser mayoritariamente residencial. En la intersección de la Ruta 23 y Maestro Ferreyra donde tiene lugar el centro comercial de la localidad. Además de contar con varios centros comerciales en los barrios de más baja escala.  La localidad tiene el mismo código postal que San Miguel (1663).
Cuenta con Cuartel de Bomberos Voluntarios, Comisaría, Delegación Municipal y Registro Civil propios.

## Transporte
El principal acceso se da por la RP 23 (ex 202), conectando localidad con el municipio de Moreno y con el resto del partido. También se comunica con José C Paz a través de las avenidas Remigio López y Maestro Ferreyra. 
Las conexiones de transporte solo se pueden realizar por colectivo, ya que las estaciones de tren más cercanas (Moreno FCDFS y San Miguel FCGSM) se encuentran a 6 y 3 km respectivamente. 
Las líneas de colectivo que circulan por la localidad la conectan con varios sectores del municipio y con otras ciudades cercanas. 
Línea 203 : Moreno - San Miguel - Puente Saavedra 
Línea 269 : Lemos - Moreno - Morón 
Línea 440 : Santa María - San Miguel 
Línea 315 : Don Torcuato - San Miguel - José C. Paz - El talar    
Por automóvil para dirigirse al centro de San Miguel  se puede ir por la Av Balbín (Ruta 23) , la cual también conecta con Autopista Panamericana y Acceso Oeste . Además de estar cerca del  Camino del Buen Ayre.

## Población
Según estimaciones oficiales, la localidad cuenta con 123.651 habitantes, 33.381 viviendas, repartidos en 16 km², con una densidad de 7.728 hab/km².

## Barrios
Los nombres de los barrios surgieron mayoritariamente de los nombres de los tambos, huertos y plantaciones de las familias que ocuparon los terrenos de la localidad en la prehistoria de la misma.

- Santa Brigida
- Sarmiento
- La Estrella
- La Gloria
- Los Paraísos
- Trujuy
- La Guarida
- Mitre
- San Ignacio
- San Antonio
- Constantini
- Colibrí
- Don Alfonso
- Colegio Máximo
- Parque San Miguel
- La Manuelita
- Bello Horizonte
- Santa María
- Parque San Ignacio
- Macabi
- Cuartel Segundo Cc.
- Altos de San José

## Colegios
- Colegio Parroquial Nuestra Señora de la Asunción
- Colegio Parroquial Nuestra Señora de Lujan
- Colegio Parroquial Nuestra Señora de Itati
- Colegio Parroquial Santa María del Trujui
- Escuela Martin Fierro
- Colegio Jorge Newbery
- Escuela Atahualpa Yupanqui
- Colegio Naciones Unidas del Mundo
- Colegio Patriarca San José
- Instituto Leloir
- Colegio San Juan Bosco

## Medios de comunicación
LRI 404 FM TRUJUI 90.1 Mhz Radio de la Compañía de Jesús y el Obispado de San Miguel Pinzón 1121 Barrio Trujui www.fmtrujui.com Santa María (La Radio Comunitaria de Santa María.
La señal de televisión de la cableoperadora de argentina TeleRed tiene su canal católico y religioso Santa María.

## Parroquias de la Iglesia católica en Santa María
| Diócesis   | San Miguel en Argentina                                 |
| ---------- | ------------------------------------------------------- |
| Parroquias | Patriarca San José, Nuestra Señora del Perpetuo Socorro |